# لگو هابیت (بازی ویدئویی)
لگو هابیت یک بازی ویدئویی در سبک اکشن-ماجراجویی با موضوع لگو است که توسط ترولرز تیلز ساخته و در ۸ آوریل ۲۰۱۴ در آمریکای شمالی ، ۱۱ آوریل در اروپا و ۱۸ آوریل در استرالیا، توسط کمپانی سرگرمی تعاملی برادران وارنر برای پلتفرم‌های پلی استیشن ۳، پلی استیشن ۴، پلی استیشن ویتا، اکس باکس ۳۶۰، اکس باکس وان، وی یو، نینتندو ۳دی‌اس، مک او اس و مایکروسافت ویندوز منتشر شد. این بازی ادامه نسخه لگو ارباب حلقه‌ها و بر اساس دو فیلم اول هابیت یعنی هابیت: یک سفر غیرمنتظره و هابیت: برهوت اسماگ است.  این بازی در تاریخ ۱ ژانویه ۲۰۱۹، فروش دیجیتال این بازی متوقف شد. این را چند روز بعد ناشر بازی سرگرمی تعاملی برادران وارنر تأیید کرد اما بعداً در ۲۷ آوریل ۲۰۲۰ به استیم و در ۶ مه ۲۰۲۰ به فروشگاه شبکه پلی‌استیشن اضافه شد.

## گیم‌پلی بازی
این بازی چندین ویژگی از بازی‌های قبلی را نشان می‌دهد، از جمله یک ویژگی که در آن کاربر باید مواد خاصی را برای ساخت یک شی بزرگ لگو پیدا کند. هنگامی که کاربر مواد صحیح را انتخاب و وارد می‌کند، صفحه ای نمایش داده می‌شود که دستگاه لگو ساخته شده‌است و بازیکن باید در ازای گل میخ، قطعات صحیح را انتخاب کند.
همچنین شخصیت‌ها اقدامات مختلفی برای انجام دارند. از این طریق شرکت کوتوله به گروهی با قابلیت‌های مختلف در حین انجام مأموریت تبدیل می‌شود؛ از جمله شخصی با توانایی تیراندازی با کمان، دیگری که از چکش بزرگی استفاده می‌کند و می‌تواند اشیا بزرگ را حرکت دهد، دیگری با قابلیت استخراج مواد معدنی از سنگ، و غیره. بیلبو با پیشرفت بازی، توانایی‌های خود را بهبود می‌بخشد: وقتی گزیدگی را بدست آورد توانایی یک مبارز ماهرتر را دارد. و هنگامی که یک حلقه را بدست آورد می‌تواند ناپدید شود و ساختارهای نامرئی لگو را بسازد.
این بازی، شبیه جدیدترین بازی‌های ویدیویی لگو، به جای یک هاب، روی یک نقشه بزرگ ساخته شده‌است. بازیکن می‌تواند در میان رویدادهای مختلف حرکت کند؛ جایی که شخصیت‌های مختلف از بازیکن می‌خواهند ماده خاصی را از مأموریت حفظ کند یا مواد را تبادل کند.

## طرح
این بازی دقیقاً مانند نسخه‌های پیشین خود، داستان‌های فیلم‌های هابیت را نشان می‌دهد؛ هابیت: یک سفر غیرمنتظره و هابیت: برهوت اسماگ. با این حال، توسعه دهندگان، خطوط داستانی را متناسب با وقایع در تعدادی از فصل‌های بازی در هر فیلم و همچنین اضافه کردن شوخ‌طبعی که این مجموعه به آن معروف شده‌است، تغییر دادند.

## بسته‌های الحاقی
۳ بستهٔ الحاقی در این بازی گنجانده شده‌است. بسته شخصیت کوچک بزرگ - ساید کوئست بستهٔ کاراکتر و بتل پک

## بستهٔ الحاقی حذف شدهٔ نبرد پنج ارتش
در نمایشگاه اسباب بازی لندن در ژانویه ۲۰۱۴ گزارش شد که یک بستهٔ الحاقی منتشر می‌شود که شامل وقایع آخرین فیلم از سری هابیت است و در اواخر همان سال در حدود زمان پخش فیلم منتشر می‌شود. با این وجود هیچ بسیتهٔ الحاقی ای منتشر نشد. بیش از یک سال بعد، در مکاتبه ای با گیم اسپات مشخص شد که، علی‌رغم لغو واقعی بستهٔ الحاقی، دیگر هیچ برنامه ای برای اقتباس از این فیلم به عنوان بستهٔ الحاقی یا اقتباس از آن به عنوان یک بازی دیگر وجود ندارد.

## شنیداری
شبیه لگو ارباب حلقه‌ها است، لگو هابیت دارای مینی فیگورهای گفتاری است. دیالوگ مستقیماً از فیلم‌ها گرفته شده‌است. صداهای اضافی توسط تیم بنتینک، لیز می بریس، کلار کوربت، دانکن داف، دانیل فاین، جوئل فرای، جنی گالووی، اندی گترگود، آنا کووال، جاناتان کید، استیو کنمن، جیمی لی، اندی لیندن، سارا بک ماتر، جیمز ارائه شد. کریستوفر لی به عنوان راوی در بازی نقشی بدون اعتبار دارد.

## بازتاب‌ها
| گردآورنده | امتیاز                                               |
| --------- | ---------------------------------------------------- |
| متاکریتیک | (PS4) 72/100 (X360) 70/100 (PC) 68/100 (XONE) 69/100 |

| ناشر                   | امتیاز |
| ---------------------- | ------ |
| دستراکتید              | 6.5/10 |
| یوروگیمر               | 6/10   |
| گیم اینفورمر           | 8/10   |
| گیم‌اسپات               | 5/10   |
| گیمز ریدار+            | [ ۱۵ ] |
| آی‌جی‌ان                 | 7.4/10 |
| نینتندو لایف           | [ ۱۷ ] |
| اواکس‌ام (ایالات متحده) | 6/10   |
| پولیگان                | 8/10   |

بازی بازبینی‌های متفاوت و مثبتی را دریافت کردند. منتقدان از تصاویر و شوخ‌طبعی بازی که بر اساس سه‌گانه هابیت پیتر جکسون تحسین شده‌است، تعریف کردند اما داستان از هم گسیخته، یکسان بودن شخصیت‌ها و پایان آن را مورد انتقاد قرار دادند.